# Юрківська сільська рада (Звенигородський район)
Юркі́вська сільська́ ра́да — адміністративно-територіальна одиниця та орган місцевого самоврядування у Звенигородському районі Черкаської області. Адміністративний центр — село Юрківка.

## Загальні відомості
- Населення ради: 3 023 особи (станом на 2001 рік)

## Населені пункти
Сільській раді підпорядковані населені пункти:
- с. Юрківка

## Склад ради
Рада складається з 24 депутатів та голови.
- Голова ради: Цегельна Валентина Григорівна
- Секретар ради: Буцак Валентина Іванівна

### Керівний склад попередніх скликань
| Прізвище, ім'я, по батькові   | Основні відомості                                                                                  | Дата обрання | Дата звільнення |
| ----------------------------- | -------------------------------------------------------------------------------------------------- | ------------ | --------------- |
| Цегельна Валентина Григорівна | Сільський голова, 1957 року народження, освіта вища, позапартійна                                  | 26.03.2006   | 31.10.2010      |
| Цегельна Валентина Григорівна | Сільський голова, 1957 року народження, освіта вища, член Всеукраїнського об'єднання «Батьківщина» | 31.10.2010   |                 |

Примітка: таблиця складена за даними сайту Верховної Ради України

### Депутати
За результатами місцевих виборів 2010 року депутатами ради стали:

#### За суб'єктами висування
| Суб'єкт висування | Кількість обраних депутатів | %   |
| ----------------- | --------------------------- | --- |
| Самовисування     | 24                          | 100 |

#### За округами
| № округу | Прізвище, ім'я, по батькові      | Дата визнання обраним | Освіта             | Партійна приналежність                        | Відомості про обраного депутата                    |
| -------- | -------------------------------- | --------------------- | ------------------ | --------------------------------------------- | -------------------------------------------------- |
| 1        | Садко Катерина Дмитрівна         | 04.11.2010            | середня            | позапартійна                                  | пенсіонер                                          |
| 2        | Куценко Петро Іванович           | 04.11.2010            | середня            | позапартійний                                 | Юрківський фельдшерсько-акушерський пункт, водій   |
| 3        | Мирошніченко Андрій Петрович     | 04.11.2010            | середня            | позапартійний                                 | СПД                                                |
| 4        | Радостєв Олександр Олександрович | 04.11.2010            | вища               | позапартійний                                 | Юрківська ветеринарана дільниця, ветфельшер        |
| 5        | Буцак Валентина Іванівна         | 04.11.2010            | середня            | член Всеукраїнського об'єднання «Батьківщина» | Юрківська сільська рада, секретар                  |
| 6        | Брянцева Таміла Дмитрівна        | 04.11.2010            | середня            | позапартійна                                  | Юрківське відділення ощадного банку № 2970, касир  |
| 7        | Саприка Василь Петрович          | 04.11.2010            | середня спеціальна | позапартійний                                 | тимчасово не працює                                |
| 8        | Попович Світлана Іванівна        | 04.11.2010            | середня            | член Всеукраїнського об'єднання «Батьківщина» | Юрківська сільська рада, касир                     |
| 9        | Барабаш Валерій Юхимович         | 04.11.2010            | середня            | позапартійний                                 | Ватутінський м'ясокомбінат, начальник цеху         |
| 10       | Мачульська Валентина Іванівна    | 04.11.2010            | середня            | позапартійна                                  | Ватутінське СПТУ № 2, майстер виробничого навчання |
| 11       | Радченко Віра Анатоліївна        | 04.11.2010            | середня            | позапартійна                                  | Ватутінська дільниця УЕГГ, контролер               |
| 12       | Приблуда Любов Прохорівна        | 04.11.2010            | середня            | позапартійна                                  | ГО «Надія», бухгалтер                              |
| 13       | Коноваленко Ірина Дмитрівна      | 04.11.2010            | середня            | позапартійна                                  | СПД, продавець                                     |
| 14       | Мурейко Ірина Андріївна          | 04.11.2010            | середня            | член Всеукраїнського об'єднання «Батьківщина» | Юрківська сільська рада, землевпорядник            |
| 15       | Кравченко Наталія Станіславівна  | 04.11.2010            | середня            | позапартійна                                  | тимчасово не працює                                |
| 16       | Приблуда Раїса Анатоліївна       | 04.11.2010            | середня            | член Всеукраїнського об'єднання «Батьківщина» | Юрківська сільська рада, головний бухгалтер        |
| 17       | Грицаєнко Вікторія Валентинівна  | 04.11.2010            | середня            | позапартійна                                  | тимчасово не працює                                |
| 18       | Лавриченко Анатолій Дмитрович    | 04.11.2010            | середня            | позапартійний                                 | тимчасово не працює                                |
| 19       | Коцар Марія Миколаївна           | 04.11.2010            | середня            | позапартійна                                  | пенсіонер                                          |
| 20       | Дащенко Анатолій Петрович        | 04.11.2010            | середня            | позапартійний                                 | Ватутінський ВОК, начальник зміни                  |
| 21       | Хоман Олена Яківна               | 04.11.2010            | середня            | член Всеукраїнського об'єднання «Батьківщина» | Юрківська сільська рада, діловод ВОС               |
| 22       | Сюкало Тетяна Миколаївна         | 04.11.2010            | середня            | позапартійна                                  | Звенигородським РЕМ, контролер                     |
| 23       | Бондар Павло Миронович           | 04.11.2010            | середня            | позапартійний                                 | Звенигородська підстанція, електромонтер           |
| 24       | Пужанівський Сергій Олексійович  | 04.11.2010            | середня            | позапартійний                                 | Ватутінський хлібокомбінат, старший зміни          |